# THAAD

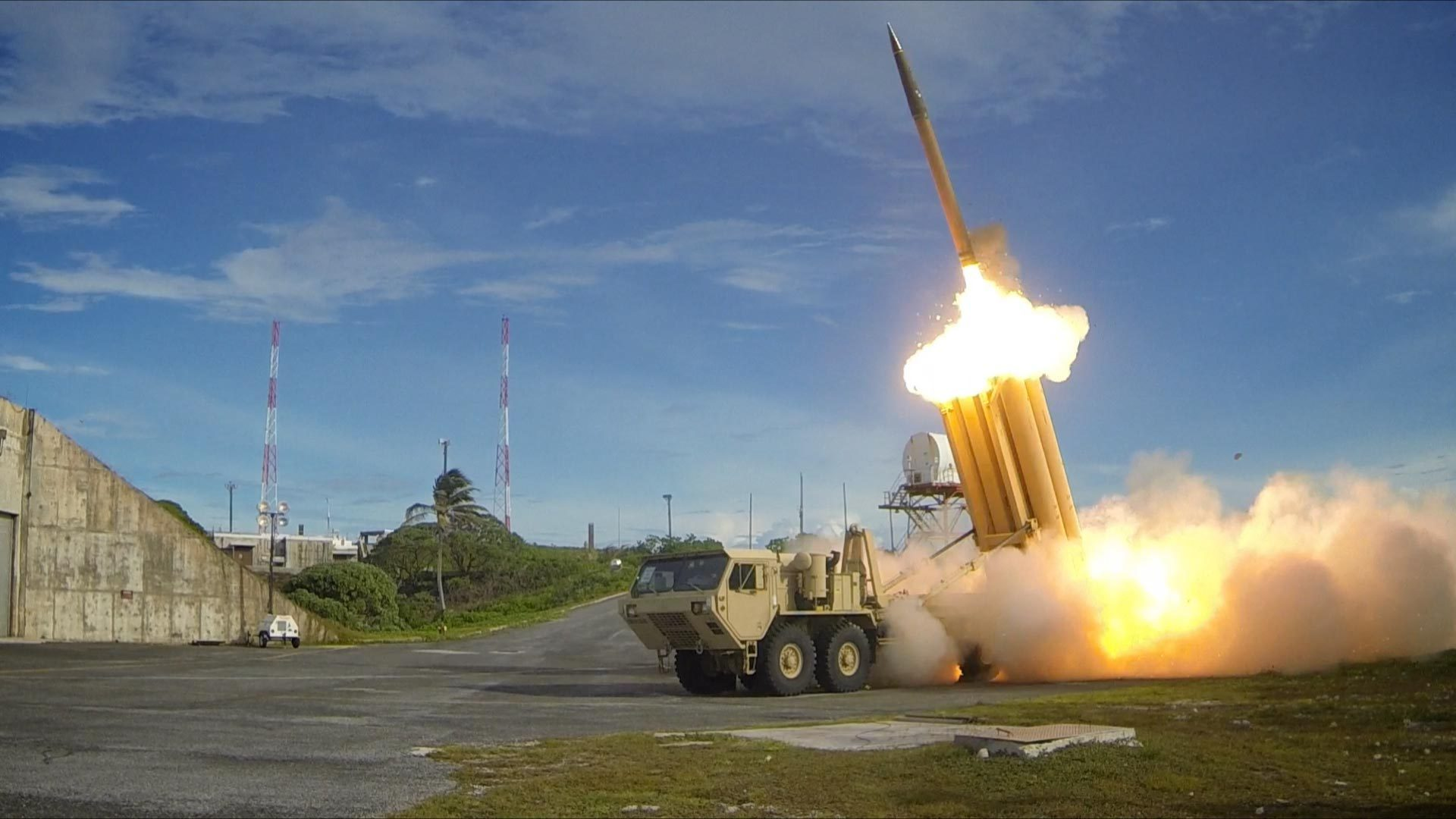
De eerste test

THAAD-schema

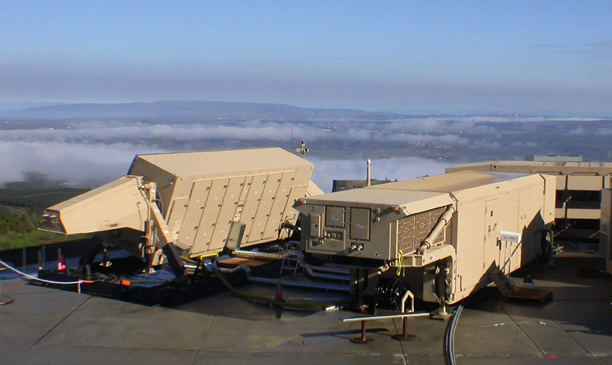
AN/TPY-2 X-band radar

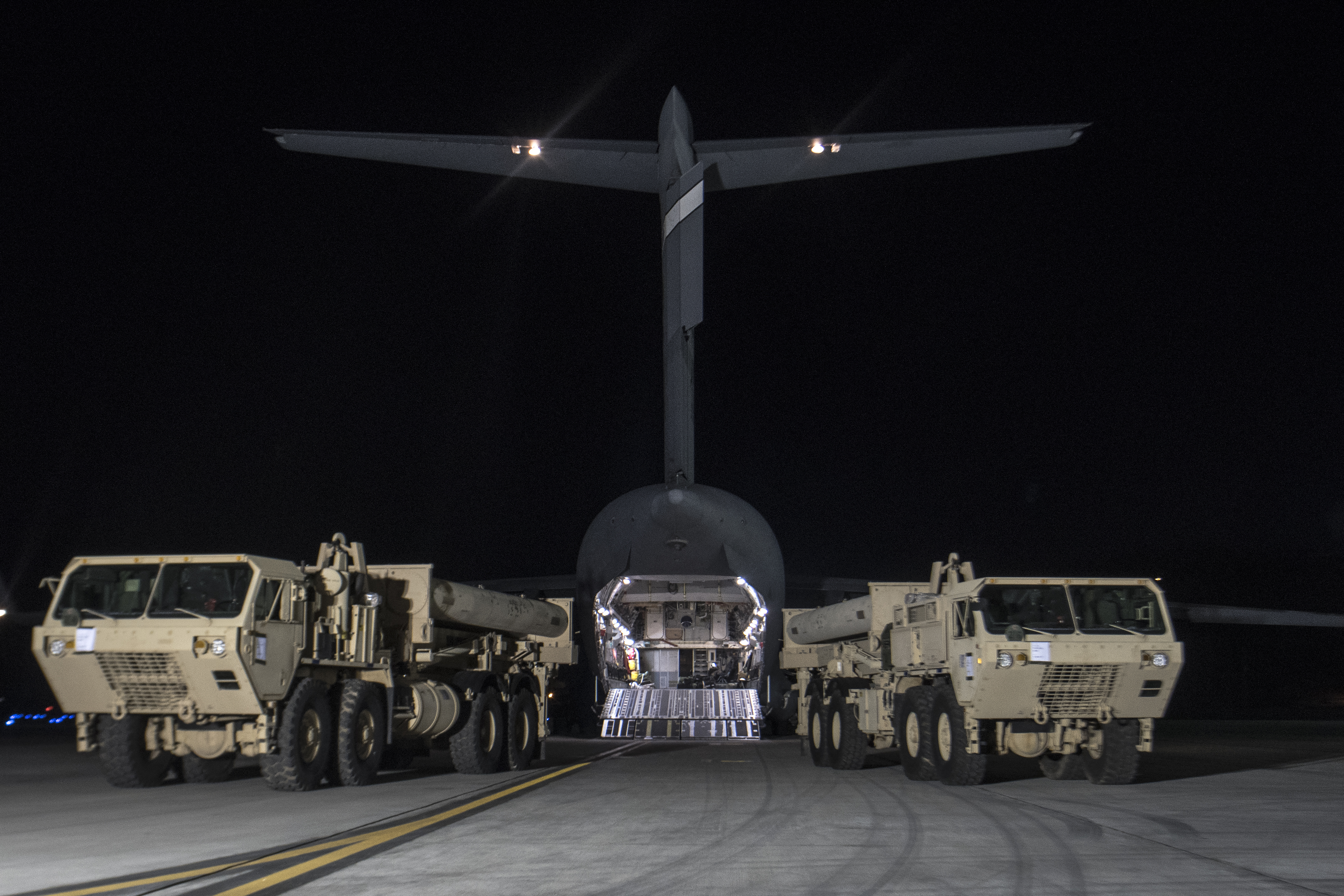
Twee THAAD-lanceerplatformen in Zuid-Korea in maart 2017

THAAD, acroniem voor Terminal High Altitude Area Defense, vroeger Theater High Altitude Area Defense, is een Amerikaanse luchtdoelraket voor afweer tegen neerdalende ballistische raketten tot een hoogte van 150 km. De raketaandrijving gebruikt daartoe een vastebrandstofmotor van Pratt & Whitney, die een snelheid geeft van mach 8,24 (2,8 km/s).
De raket zoekt zijn doelwit met een infraroodcamera uit indiumantimonide en bevat geen springstof, maar vernietigt zijn doelwit door frontale botsing. Een THAAD-raket heeft een massa van 900 kg, een lengte van 6,17 m en een diameter van 340 mm.
Een THAAD-lanceerplatform bevat zes tot acht THAAD-raketten met een AN/TPY-2-grondradar ontwikkeld en gebouwd door Raytheon te Andover (Massachusetts), die werkt in de X-band en kost 800 miljoen Amerikaanse dollar.
Lockheed Martin heeft THAAD ontwikkeld naar aanleiding van de aanvallen met Iraakse Scudraketten tijdens de Golfoorlog van 1990-1991. Lockheed Martin bouwt de THAAD te Troy (Alabama). Onderaannemers zijn Raytheon, Boeing, Aerojet Rocketdyne, Honeywell, BAE Systems, Oshkosh Corporation, Caterpillar en Oliver Capital.
THAAD is sinds mei 2008 in gebruik en is buiten de Verenigde Staten ook geleverd aan de Verenigde Arabische Emiraten, Oman, Zuid-Korea en Israël.

## Verenigde Staten
Op 28 mei 2008 nam het Amerikaans leger de eerste batterij met drie lanceerplatformen voor elk acht THAAD-raketten in dienst in Fort Bliss in Texas. Op 16 oktober 2009 volgde daar de tweede, identieke batterij.
Op 15 augustus 2012 gaf het Amerikaanse ministerie van Defensie 150 miljoen Amerikaanse dollar uit voor 12 THAAD-lanceerplatformen. Dit bracht het totaal op drie batterijen van elk zes lanceerplatformen.
In juni 2009 stelde het Amerikaans leger een THAAD-batterij op in Hawaï, als verdediging tegen mogelijke ballistische raketten vanuit Noord-Korea.
In april 2013 werd een THAAD-batterij naar Guam gebracht als verdediging tegen Noord-Koreaanse ballistische raketten.
Het Amerikaans leger testte ook THAAD ter verdediging van Alaska tegen ballistische raketten uit Noord-Korea.
In mei 2017 nam het Pentagon 7,9 miljard Amerikaanse dollar op in het budget van 2018 voor 52 bijkomende THAAD-raketsystemen voor september 2018.

## Verenigde Arabische Emiraten en Oman
Op 25 december 2011 kochten de Verenigde Arabische Emiraten een THAAD-systeem.
Op 27 mei 2013 kocht Oman een THAAD-systeem.

## Zuid-Korea
Op 17 oktober 2013 vroeg het Zuid-Koreaans leger naar de mogelijkheden van THAAD en van de Israëlische Arrow 3, maar het wilde eerst zelf een eigen systeem ontwikkelen. Later besloot Zuid-Korea eind 2017 een THAAD te plaatsen. In mei 2014 bestudeerde het Pentagon locaties om THAAD-batterijen op te stellen in Zuid-Korea.
In februari 2016 protesteerde de Chinese minister van Buitenlandse Zaken Wang Yi tegen een THAAD in Zuid-Korea.
In juli 2016 ging Amerika ermee akkoord een THAAD op te stellen in het district Seongju in de noordoostelijke provincie Gyeongsangbuk-do buiten het bereik van de Noord-Koreaanse artillerie. Toen de inwoners protesteerden tegen de straling van de radar werd op 20 september 2016 besloten de THAAD op te stellen op het golfterrein Skyhill Seongju Country Club van het conglomeraat Lotte, dat hoger ligt en verder van de bewoning.
Op 6 maart 2017 kwamen twee THAAD-lanceerplatformen per luchtvracht aan op de luchtmachtbasis Osan. Op 25 april 2017 kwamen zes vrachtwagens aan op de site te Seongju: vier lanceerplatformen, een radar en een commandopost.
Op 2 mei 2017 verklaarden Moon Sang-gyun van het Zuid-Koreaanse ministerie van Defensie en kolonel Robert Manning III van het Amerikaanse leger dat de THAAD in Seongju bedrijfsklaar was.

## Israël
De Verenigde Staten hebben in oktober 2024 een THAAD ter beschikking van Israël gesteld.